# Diócesis de San-Pédro en Costa de Marfil
La diócesis de San-Pédro en Costa de Marfil (en latín: Dioecesis Sancti Petri in Litore Eburneo y en francés: Diocèse de San-Pédro en Côte d'Ivoire) es una circunscripción eclesiástica de la Iglesia católica en Costa de Marfil. Se trata de una diócesis latina, sufragánea de la arquidiócesis de Gagnoa. Desde el 3 de enero de 2009 su obispo es Jean-Jacques Koffi Oi Koffi.

## Territorio y organización
La diócesis tiene 27 382 km² y extiende su jurisdicción sobre los fieles católicos de rito latino residentes en lo que hasta 2011 fue la región de Bas-Sassandra. Esta región junto al departamento de Fresco hoy conforman el distrito de Bas-Sassandra.
La sede de la diócesis se encuentra en la ciudad de San-Pédro, en donde se halla la Catedral de San Pedro.
En 2022 en la diócesis existían 37 parroquias.

## Historia
La diócesis fue erigida el 23 de octubre de 1989 mediante la bula Quo efficacius del papa Juan Pablo II, derivando el territorio de la diócesis de Gagnoa (hoy arquidiócesis).
Originariamente sufragánea de la arquidiócesis de Abiyán, el 19 de diciembre de 1994 pasó a formar parte de la provincia eclesiástica de Gagnoa.

## Estadísticas
Según el Anuario Pontificio 2023 la diócesis tenía a fines de 2022 un total de 243 000 fieles bautizados.
| Año                                                                             | Población            | Población | Población      | Sacerdotes | Sacerdotes    | Sacerdotes    | Bautizados por sacerdote | Diáconos permanentes | Religiosos | Religiosos | Parroquias |
| Año                                                                             | Bautizados católicos | Total     | % de católicos | Total      | Clero secular | Clero regular | Bautizados por sacerdote | Diáconos permanentes | Varones    | Mujeres    | Parroquias |
| ------------------------------------------------------------------------------- | -------------------- | --------- | -------------- | ---------- | ------------- | ------------- | ------------------------ | -------------------- | ---------- | ---------- | ---------- |
| 1990                                                                            | 50 000               | 700 000   | 7.1            | 14         | 6             | 8             | 3571                     |                      | 8          | 11         | 6          |
| 1999                                                                            | 88 408               | 1 018 000 | 8.7            | 20         | 10            | 10            | 4420                     |                      | 10         | 16         | 12         |
| 2000                                                                            | 55 287               | 1 105 755 | 5.0            | 18         | 10            | 8             | 3071                     |                      | 9          | 25         | 12         |
| 2001                                                                            | 50 876               | 1 000     | 5.1            | 26         | 12            | 14            | 1956                     |                      | 15         | 27         | 12         |
| 2002                                                                            | 50 650               | 1 500 000 | 3.4            | 27         | 13            | 14            | 1875                     |                      | 16         | 25         | 13         |
| 2003                                                                            | 50 000               | 1 000     | 5.0            | 28         | 17            | 11            | 1785                     |                      | 13         | 25         | 13         |
| 2004                                                                            | 60 000               | 1 100 000 | 5.5            | 28         | 11            | 17            | 2142                     |                      | 19         | 27         | 13         |
| 2010                                                                            | 136 250              | 1 392 040 | 9.8            | 47         | 25            | 22            | 2898                     |                      | 32         | 27         | 20         |
| 2014                                                                            | 155 760              | 2 207 315 | 7.1            | 55         | 35            | 20            | 2832                     |                      | 29         | 35         | 23         |
| 2017                                                                            | 228 200              | 2 513 170 | 9.1            | 62         | 40            | 22            | 3680                     |                      | 22         | 33         | 27         |
| 2020                                                                            | 242 870              | 2 674 720 | 9.1            | 72         | 51            | 21            | 3373                     |                      | 21         | 34         | 30         |
| 2022                                                                            | 243 000              | 2 803 000 | 8.7            | 73         | 53            | 20            | 3328                     |                      | 22         | 36         | 37         |
| Fuente: Catholic-Hierarchy, que a su vez toma los datos del Anuario Pontificio. |                      |           |                |            |               |               |                          |                      |            |            |            |

## Episcopologio
- Barthélémy Djabla † (23 de octubre de 1989-21 de julio de 2006 nombrado arzobispo de Gagnoa)
- Paulin Kouabenan N'Gname † (1 de marzo de 2007-21 de marzo de 2008 falleció)
- Jean-Jacques Koffi Oi Koffi, desde el 3 de enero de 2009